# Willy 1er
Pour plus de détails, voir Fiche technique et Distribution.
Willy 1er est un film français réalisé par Ludovic Boukherma, Zoran Boukherma, Marielle Gautier et Hugo P. Thomas, et sorti en 2016. Il s'agit du premier long-métrage réalisé par des étudiants diplômés de l'École de la Cité, l'école de cinéma lancée par Luc Besson en septembre 2012. Trois des réalisateurs de ce film font ainsi partie de la première promotion de l'école.

## Synopsis
« À Caudebec, j’irai. Un appartement, j’en aurai un. Un scooter, j'en aurai un. Des copains, j’en aurai. Et j’vous emmerde ! » : tel est le credo de Willy, 50 ans. Ce dernier vient de perdre son frère jumeau qui vient de se suicider et décide de quitter le foyer familial pour s'installer dans le village voisin. Inadapté, Willy part trouver sa place dans un monde qu’il ne connaît pas.

## Fiche technique
Sauf indication contraire, les informations mentionnées dans cette section peuvent être confirmées par la base de données cinématographiques IMDb,  présente dans la section « Liens externes ».
- Titre : Willy 1er
- Réalisation et scénario : Ludovic Boukherma, Zoran Boukherma, Marielle Gautier et Hugo P. Thomas
- Musique : Hugo P. Thomas et Sofiane Kadi
- Photographie : Thomas Rames
- Montage : Xavier Sirven avec la collaboration de Héloïse Pelloquet
- Production : Pierre-Louis Garnon et Frédéric Jouve
- Sociétés de production : Baxter FIlms, Les Films Velvet, Région Normandie et M141 Productions
- Pays de production :  France
- Langue originale : français
- Format : couleur - 1.85:1
- Genre : comédie dramatique
- Durée :  82 minutes
- Dates de sortie : 
  - première au festival de Cannes 2016

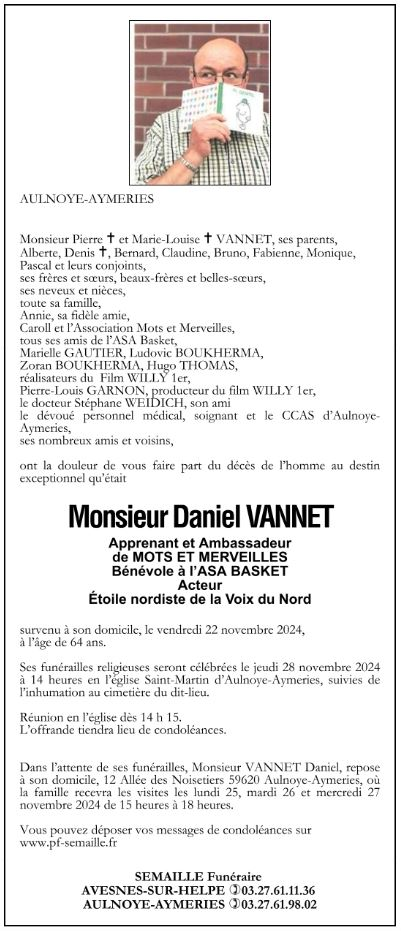
Daniel VANNET

  - France : 19 octobre 2016[1]

## Distribution
- Daniel Vannet : Willy et son frère jumeau Michel
- Noémie Lvovsky : Catherine
- Romain Léger : Willy 2
- Éric Jacquet : José
- Alexandre Jacques : Brice
- Robert Follet : le père de Willy
- Geneviève Plet : la mère de Willy

## Production
Willy 1er s'inspire de la vie de Daniel Vannet, que les réalisateurs ont découvert en regardant un reportage sur l'illétrisme.

## Accueil critique
- Serge Kagansky, « Willy 1er, étonnant film dans la veine de Bruno Dumont », sur Lesinrocks.com, 16 mai 2016 (consulté le 23 mai 2016)
- Christophe Kantcheff, « Willy 1er, de Ludovic et Zoran Boukherma, Marielle Gautier et Hugo P. Thomas (Acid) », sur Politis, 15 mai 2016 (consulté le 23 mai 2016)
- Caroline Besse, « Le succès à 8 mains de Willy 1er », sur telerama.fr, 18 mai 2016 (consulté le 23 mai 2016)

## Distinctions
Présenté à l'ACID à Cannes, le film a reçu le Prix d'Ornano-Valenti lors de la 42e édition du Festival du cinéma américain de Deauville, le VIFFF d'or du Vevey International Funny Film Festival 2016, ainsi que le grand prix du jury, la Mouette d'or, dans la première édition du Festival international du film culte de Trouville-sur-Mer en 2016. Il a également été le premier film à obtenir à la fois l'amphore d'or (prix du jury) et l'amphore du peuple (prix du public) au Festival international du film grolandais,,.

## Bande originale
(source : générique et Dossier de presse)
Outre la musique originale, le film utilise des chansons préexistantes :
- Serge Reggiani - Ma liberté
- Zaz - Je veux
- Carol Arnauld -  C’est pas facile